# Han Myeong-hoe
Pour les articles homonymes, voir Hoe.
Han Myeong-hoe (né en 1415 à Séoul et mort le 28 novembre 1487) est un lettré confucéen et un homme politique de la dynastie Joseon en Corée. Il est considéré comme l'un des principaux érudits de son époque. Il a servi le roi Sejo de la dynastie Joseon.
Ses noms de plume étaient Apgujeong (압구정, 狎鷗亭), Apgu (압구, 狎鷗) et Saudang (사우당, 四友堂). Son nom de courtoisie était Jajun (자준; 子濬).

## Biographie
Han Myeong-hoe était petit et laid et par conséquent méprisé. Par contre, intelligent et ambitieux, il attire l'attention du prince Suyang et devient son conseiller. À la suite d'un coup d'état, Suyong devient le septième roi de Joseon sous le nom de Sejo (règne de 1455 à 1468). Sous son règne, Han Myeong-hoe fut ministre de l'Intérieur (1457), ministre de la Défense (1457, 1461) puis premier ministre  (1466, 1469-1471). Son influence est encore très grande pendant les jeunes années de Seongjong, le neuvième roi (règne de 1469 à 1494) car celui-ci avait épousé sa fille. Il se fait alors construire une résidence de 99 pièces (seul le  roi peut posséder plus de 100 pièces) ainsi qu'un pavillon au-dessus du fleuve Han, Apgujeong, où il accueille les hauts dignitaires. Ce n'est que peu avant sa mort que le roi parvient à se libérer de sa tutelle.
Apgujeong est son nom de plume et le nom de son pavillon. C'est maintenant le nom d'un riche quartier de Séoul dans l'arrondissement de Gangnam.
Il est le beau père de seongjong car il a épousé sa fille.
Est aussi le Grand père du roi yeonsangun le dixième roi de joseon